# Makkaraberget
Makkaraberget este o arie protejată (arie specială de conservare — SAC, sit de importanță comunitară — SCI, arie de protecție specială avifaunistică — SPA) din Suedia întinsă pe o suprafață de 34,5 ha, integral pe uscat.

## Localizare
Centrul sitului Makkaraberget este situat la coordonatele 60°41′06″N 12°31′38″E / 60.6851°N 12.5272°E.

## Înființare
Situl Makkaraberget a fost declarat sit de importanță comunitară în ianuarie 2002 pentru a proteja 4 specii de animale. Alte tipuri de protecție:
- arie de protecție specială avifaunistică (în aprilie 2004)[2]
- arie specială de conservare (în martie 2011)[1][3][4]

## Biodiversitate
Situată în ecoregiunea boreală, aria protejată conține 2 habitate naturale: Mlaștini turboase de tranziție și turbării mișcătoare, Taiga vestică.
La baza desemnării sitului se află mai multe specii protejate de  păsări (4): cocoșul de mesteacăn (Bonasa bonasia), ciocănitoare de munte (Picoides tridactylus), ciocănitoare verzuie (Picus canus),  cocoș de munte (Tetrao urogallus).